# Larazo
Larazo (oficialmente San Xoán de Larazo) es una parroquia española del municipio de Villa de Cruces, perteneciente a la provincia de Pontevedra, en la comunidad autónoma de Galicia.

## Historia
Hacia mediados del siglo XIX, el lugar, ya por entonces perteneciente a Carbia, tenía contabilizada una población de doscientos habitantes. Aparece descrito en el décimo volumen del Diccionario geográfico-estadístico-histórico de España y sus posesiones de Ultramar de Pascual Madoz con las siguientes palabras:

LARAZO (San Juan): felig. en la prov. de Pontevedra (11 leg.), part. jud. de Lalin (3 1/4), dióc. de Santiago, ayunt. de Carbia (1 1/4): sit. á la izq. del r. Arnego, con buena ventilacion y clima sano. Comprende las ald. de Cajide, Cedelle, Coutiña y Larazo, que reunen unas 40 casas. La igl. parr. (San Juan) está servida por un cura de provision en concurso. Confina el term. con las felig. de Loño y Cumeiro, y con el espresado r., el cual pasa por el lado del E. El terreno es bastante llano y fertil. Los caminos locales y en regular estado. prod.: trigo, centeno, maiz, castañas, legumbres, patatas, hortaliza, frutas y pastos; se cria ganado vacuno, lanar y cabrío; hay alguna caza y bastante pesca de varias especies. pobl.: 40 vec., 200 alm. contr.: con su ayuntamiento (V.)
(Madoz, 1847, pp. 76-77)

En 2022, tenía empadronados 150 habitantes.